# Чан, Патрик
Патрик Льюис Вэй-Хуань Чан (англ. Patrick Lewis Wai-Kuan Chan; родился 31 декабря 1990, Оттава) — канадский фигурист-одиночник, олимпийский чемпион (2018, командный турнир) и двукратный серебряный призёр Игр (2014, личный и командный турниры), трёхкратный чемпион мира (2011—2013), двукратный серебряный призёр мировых первенств (2009, 2010), трёхкратный чемпион четырёх континентов (2009, 2012 и 2016) и десятикратный чемпион Канады (2008—2014, 2016—2018).
| Прослушать введение в статью |
| --- |
| |
| Прослушайте статью полностью в разделе «Жизнь вне спорта». Аудиозапись создана на основе версии статьи от 26 октября 2018. Список аудиостатей |

Патрик Чан является признанным мастером фигурного катания, внёсшим большой вклад в свой вид спорта. Прежде всего, став лидером в своём виде и постоянно совершенствуясь от сезона к сезону, он поспособствовал появлению фигуристов, которые старались держать баланс, насыщая свои программы одновременно как сложными элементами, так и компонентами. Сам фигурист владеет уникальным стилем катания на коньках, используя края их лезвий, тем самым добиваясь превосходного скольжения.
Карьера Патрика Чана началась в 1996 году, когда он впервые встал на коньки. На соревнованиях канадец выступал с 2003 года. Чан неоднократно устанавливал высшие мировые достижения в фигурном катании, будучи рекордсменом на протяжении многих лет. Патрик Чан является одним из шести фигуристов в мире, набиравшим в короткой программе больше 100 баллов, а в произвольной больше 200. Фигурист выступал на любительском уровне на протяжении 15 лет, за которые выиграл больше 30 наград соревнований под эгидой ИСУ, в том числе и олимпийских. Патрик объявил о завершении спортивной карьеры 16 апреля 2018 года. В дальнейшем он намерен создать академию фигурного катания в Ванкувере. За свои достижения на чемпионате мира в Москве Патрик Чан удостоился премии Лу Марша в 2011 году.
Чан выигрывал награды и вне ледового катка. Патрик владеет тремя языками, а школа, в которой он учился, назвала спортивный приз в честь фигуриста. Вне ледового катка канадец является частным предпринимателем, в частности, занимается рекламой вин, названных в его честь.

## Биография
| Патрик Чан | Патрик Чан       |
| Китай | Китай            |
| --- | ---------------- |
| Традиционный китайский | 陳偉群           |
| Упрощённый китайский | 陈伟群           |
| Транскрипция Севернокитайский Пиньинь Chén Wěiqún Кириллизация Чэнь Вэйцюнь Юэ (кантонский) Йельская романизация Chan4 Wai5 Kwan4 |                  |
| Медиафайлы на Викискладе |                  |
| Транскрипция |                  |
| Севернокитайский |                  |
| Пиньинь | Chén Wěiqún      |
| Кириллизация | Чэнь Вэйцюнь     |
| Юэ (кантонский) |                  |
| Йельская романизация | Chan4 Wai5 Kwan4 |

| Транскрипция         | Транскрипция     |
| Севернокитайский     | Севернокитайский |
| -------------------- | ---------------- |
| Пиньинь              | Chén Wěiqún      |
| Кириллизация         | Чэнь Вэйцюнь     |
| Юэ (кантонский)      |                  |
| Йельская романизация | Chan4 Wai5 Kwan4 |

|  | Эта страница или раздел содержит текст на языках стран Азии. Если у вас отсутствуют необходимые шрифты, некоторые символы могут отображаться неправильно. |

Патрик Чан является канадцем китайского происхождения (из народа хань). Его китайское имя — Чэнь Вэйцюнь. Отец Патрика, Льюис, иммигрировал в Канаду из Гонконга, когда был ребёнком (в 4 года), и занимался тяжёлой атлетикой, настольным теннисом и гольфом, а мать, Карен, переехала также из Гонконга в возрасте двадцати лет. В пятилетнем возрасте Патрик демонстрировал способности к горнолыжному спорту, в частности, скоростному спуску, но сконцентрировался на других видах после переезда в Торонто. Он также проявлял интерес к таким видам спорта, как тхэквондо, скалолазание, теннис и гольф.
Патрик учился во франкоязычной школе и, таким образом, владеет английским, французским и китайским языками. Школьное образование он завершил во франкоязычной средней школе «École secondaire Étienne-Brûlé». После того, как Чан стал национальным чемпионом, школа учредила ежегодный спортивный приз, названный в его честь. В 2011 году Патрик планировал поступить в колледж и получить образование в сфере бизнеса. Он решил изучать международную экономику в колледже Колорадо по системе «каждый курс по очереди» (англ. one course at a time), чтобы совместить обучение с тренировками. После Олимпиады в Сочи Патрик сообщал о намерении приступить к изучению общественных наук в Университете Торонто, отметив, что прошлые попытки пришлось отложить из-за того, что он не мог заниматься несколькими вещами одновременно.

## Карьера

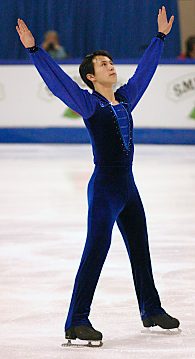
14-летний Патрик Чан на юниорском чемпионате мира 2005

### Начало карьеры
Патрик начал кататься на коньках в возрасте пяти лет.
Я хотел играть в хоккей, но моя мама хотела, чтобы я сначала попробовал заняться фигурным катанием. Она считала, что будет проще, если я вначале хорошо поставлю технику.
Оригинальный текст (англ.)I wanted to play hockey but my mom wanted me to try figure skating first. She thought it would be easier if I had good technique first.Патрик Чан
Первым крупным успехом была победа на чемпионате Канады среди детей в 2004 году. В 2005 году Чан выиграл уже чемпионат Канады среди юниоров, что дало ему право выступить на чемпионате мира среди юниоров, где канадец занял седьмое место. На этом турнире он в свои четырнадцать лет был самым молодым участником.
В сезоне 2005/2006 Чан дебютировал на юниорском Гран-при. Он выиграл золотую медаль на этапе в Монреале и был четвёртым на этапе в Словакии. Благодаря этим результатам он квалифицировался в финал юниорского Гран-при, где стал пятым. В том же году Чан выступил на взрослом чемпионате Канады и стал седьмым. На чемпионате мира среди юниоров он занял шестое место.
Произвольная программа нового сезона была поставлена под музыку Вивальди «Времена года» ещё при жизни первого тренера Чана — Осборна Колсона. В дальнейшем у Чана были и другие программы на эту музыку, в частности, на чемпионате Канады 2008 года, однако именно воспоминания о первой программе под «Времена года» побудили канадца вернуться к этому произведению накануне Олимпиады 2014 года, когда его возраст приближался к 23 годам. Несмотря на то, что в сезоне 2006/2007 возраст ещё позволял ему выступать как юниору, Патрик решил попробовать свои силы во «взрослой» серии Гран-при. На этапе Trophee Eric Bompard он стал пятым, а на NHK Trophy седьмым. В январе 2007 года Чан стал пятым на чемпионате Канады в Галифаксе. Это позволило ему в третий раз отправиться на чемпионат мира среди юниоров, где он завоевал серебряную медаль, став первым канадцем-одиночником с 1984 года, попавшим в число призёров этого турнира .
В сезоне 2007/2008 Чан стал первым на этапе Гран-при Trophée Eric Bompard и третьим на Skate America. В финале Гран-при Патрик занял пятое место. Затем он выиграл чемпионат Канады, став самым молодым в истории победителем этого турнира. На тот момент ему было 17 лет. В 2008 году Чан участвовал в чемпионате мира. Он был седьмым в короткой программе и одиннадцатым в произвольной, заняв по сумме баллов девятое место. Золото завоевал другой канадец Джеффри Баттл. Сумма занятых мест позволила заявить трёх фигуристов на следующее мировое первенство от сборной Канады.

### Сезон 2008/2009: первые победы и призы на чемпионатах ISU

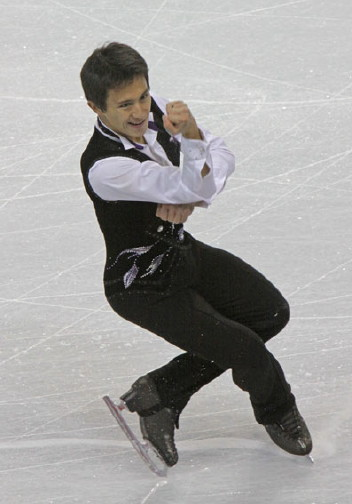
Патрик Чан исполняет короткую программу на чемпионате четырёх континентов в Ванкувере

Хотя Патрик уже выигрывал международные соревнования под эгидой ISU, крупные чемпионаты ему пока не покорялись. На новый сезон Чан создал новую произвольную программу, использовав два произведения Сергея Рахманинова. Сезон 2008/2009 Патрик начал с победы на этапе Гран-при Skate Canada, а затем выиграл французский этап Trophée Eric Bompard, выйдя таким образом в финал Гран-при, где снова занял пятое место. На первенстве Канады Патрик отстоял свой титул чемпиона. Затем он выиграл чемпионат четырёх континентов, опередив ближайшего соперника, американца Эвана Лайсачека, более чем на 12 баллов.
Через месяц Патрик принял участие во втором чемпионате мира в своей карьере, который проходил в Лос-Анджелесе. Короткую программу под инструментальную композицию «Tango de Los Exilados» Ванессы Мэй фигурист исполнил чисто и занял третье место, отставая лишь на 15 сотых балла от Эвана Лайсачека и на два балла от француза Бриана Жубера, который стал обладателем «малой» золотой медали в первой части соревнований у мужчин. В произвольной программе Жубер не справился с двойным акселем в конце программы и пропустил вперёд Патрика, который не имел в своей программе четверного прыжка, в отличие от французского фигуриста, но зато откатал её чисто. Не сумев опередить Лайсачека, Чан тем не менее завоевал серебро чемпионата мира.
Под конец успешного для себя сезона Патрик принял участие в командном чемпионате мира, где неудачно выступил в короткой программе, заняв лишь девятое место, но в произвольной программе на следующий день собрался и выдал очень хороший прокат, уступив только Лайсачеку. Это позволило Чану подняться на четвёртое место в личном зачёте и принести своей сборной 9 очков из 12 возможных. В командном зачёте Патрик стал обладателем серебра: сборная Канады уступила лишь американцам.

### Сезон 2009/2010: домашняя Олимпиада
Олимпийский сезон Патрик начал на турнире «Liberty» во Флориде с представления своей новой произвольной программы «Фантазия» на музыку Эндрю Ллойда Уэббера из мюзикла «Призрак Оперы», тогда же он впервые исполнил чистый четверной тулуп во время тренировки, однако на соревнованиях этого сделать не удалось. В этом сезоне Патрик должен был выступать на этапах Гран-при в России и Канаде. Однако в Ванкувере во время тренировок фигурист заразился свиным гриппом, а лечение повлияло на тренировочный процесс и создало огромные проблемы, выраженные в усталости икроножных мышц и потере мышечной массы. Из-за этого Патрик не смог принять участие в московском этапе Гран-при. К домашнему этапу канадец собрался и вышел на лёд, однако его прокаты оказались неудачными и он занял лишь шестое место со скромной суммой, не набрав даже 200 баллов.

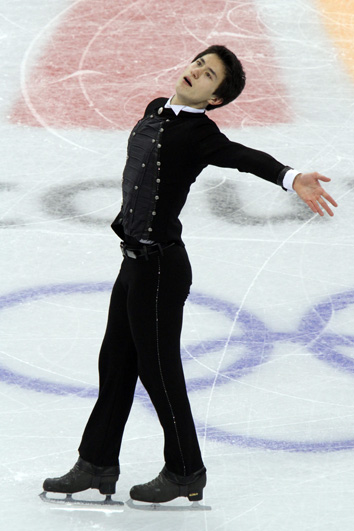
Патрик исполняет произвольную программу на Олимпиаде в Ванкувере (2010)

В новом году фигуристу удалось восстановить форму: на национальном первенстве Патрик завоевал золото, набрав высочайшие баллы: больше 90 в короткой и 170 в произвольной. На тот момент полученная им сумма баллов (268,02) стала рекордом чемпионатов Канады. Перед зимними Олимпийскими играми в Ванкувере на Чана возлагались надежды, иногда его даже считали одним из претендентов на золото Игр. Однако в короткой программе с ошибкой был исполнен тройной аксель, и Патрик после первого дня соревнований оказался лишь седьмым. В произвольной программе ошибок избежать также не удалось, тем не менее, канадец занял в ней четвёртое место, расположившись в итоговом протоколе на пятой позиции.

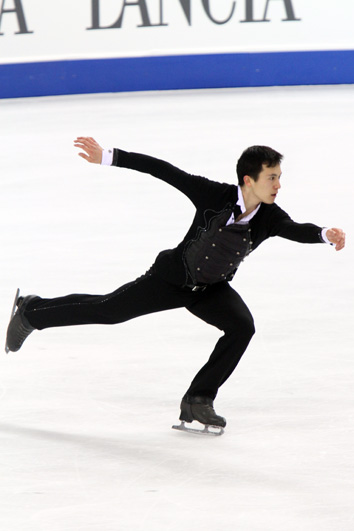
Чан исполняет лутц на чемпионате мира в Турине (2010)

Месяцем позже Патрик принял участие на чемпионате мира в Турине. На этом мировом первенстве, проходящем после Олимпиады, не принимали участия трое из четырёх фигуристов, обыгравших Чана в Ванкувере: россиянин Евгений Плющенко пропустил чемпионат из-за травмы, олимпийский чемпион Эван Лайсачек решил взять паузу в карьере, а швейцарец Стефан Ламбьель завершил карьеру сразу после окончания Олимпиады. Единственный участник Игр, который обыграл канадца, оказался и на этот раз выше: японец Дайсукэ Такахаси стал чемпионом мира с комфортным преимуществом в десять баллов, а Чан добавил в список своих наград второе подряд серебро мирового первенства.
После окончания соревновательного сезона Патрик Чан представил свой показательный номер под композицию «Don’t Worry, Be Happy» Бобби Макферрина.

### Сезон 2010/2011: четверной прыжок и первая победа на чемпионате мира
16 июля 2010 года, выступая на турнире «Liberty» во Флориде, Патрик удачно выполнил свой первый прыжок в четыре оборота — четверной тулуп. Это произошло в его новой короткой программе под джазовую композицию Дейва Брубека «Take Five». Тем не менее, исполнение этого же прыжка в произвольной программе оказалось неудачным — спортсмен упал.
Сезон 2010/2011 Патрик продолжил на этапах Гран-при. На этапе в Канаде он провалил короткую программу, упав три раза, и по её итогам занимал 4-е место, с 73,20 балла уступая лидеру, японцу Нобунари Оде, больше восьми баллов. В произвольной программе Патрик занял первое место с суммой 166,32 балла, хотя без падений вновь не обошлось: на этот раз неудача постигла канадца на акселе. Ода тоже упал, и в итоге Патрик Чан победил на турнире с суммой 239,52 балла, обойдя японца на 3 балла. На этапе в Москве Патрик Чан выиграл короткую программу, набрав 81,96 балла. При этом канадцу вновь не удалось исполнить аксель без падения. В произвольной программе Патрик упал трижды и набрал 145,25 балла. Он проиграл чеху Томашу Вернеру произвольную программу и в итоге стал вторым, в сумме получив от судей 227,21 балла.
Результаты на этапах Гран-при позволили Патрику выйти в финал Гран-при сезона 2010/2011, на котором он стал победителем. Хотя в короткой программе он проиграл японцу Нобунари Оде ровно 1 балл, заняв второе место, в произвольной программе Чан получил 174,16 балла, что было на полтора балла хуже мирового рекорда, принадлежавшего на тот момент Дайсукэ Такахаси. Чан опередил ближайшего преследователя Такахико Кодзуку на 14,5 балла и победил с суммой 259,75 балла.
В начале января 2011 года Патрик Чан выступил на чемпионате Канады. Он чисто откатал короткую программу и получил 88,78 балла, обойдя ближайшего преследователя Шона Сойера на 15 баллов. В ходе выступления произошёл странный случай, когда Патрик прыгнул двойной аксель вместо тройного, и семеро судей поставили GOE от +1 до +3, а один судья поставил −3 (как правило, так оценивают неправильно исполненный элемент, в частности, падение). В произвольной программе Патрик прыгнул два четверных тулупа, один из них в каскаде, набрав 197,07 балла.

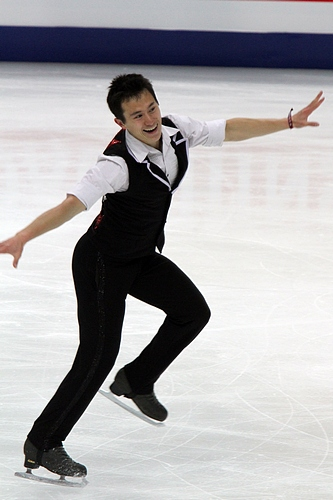
Патрик Чан на чемпионате мира 2011 года исполняет короткую программу «Take Five»

Чемпионат четырёх континентов 2011 года Патрик Чан пропустил. Следующим его соревнованием был чемпионат мира, который изначально должен был состояться в Токио, но в связи с землетрясением был перенесён в Москву и состоялся в апреле 2011 года. Чан откатал свою короткую программу безупречно, исполнив чисто каскад «четверной тулуп — тройной тулуп», тройной аксель и тройной флип. За технику он получил 51,48 балла, за компоненты 41,54 и в общей сумме 93,02, что стало новым мировым рекордом. Предыдущий рекорд (91,30 балла) принадлежал россиянину Евгению Плющенко, который установил его на чемпионате Европы 2010 года. На следующий день Патрик Чан набрал в произвольной программе 187,96 балла, что также стало мировым рекордом. Он побил прошлое достижение в 175 баллов японца Дайсукэ Такахаси более чем на 10 баллов. Также он установил и рекорд по сумме — 280,98 балла. До 19 апреля 2012 года все рекорды в мужском одиночном катании принадлежали Патрику Чану, а за рекорды, установленные на мировом первенстве, канадец стал обладателем приза имени Лу Марша.

### Сезон 2011/2012: защита титула в Ницце
Сезон Патрик начал с турнира «Japan Open 2011», исполняя свою новую произвольную программу «Аранхуэсский концерт» под музыку испанского композитора Хоакина Родриго. Выступление не получилось чистым: Патрик набрал 159 баллов, упав трижды. Тем не менее, этой суммы хватило фигуристу, чтобы выиграть в мужском зачёте. В итоге команда Северной Америки, за которую выступал Патрик на этом турнире, победила, опередив команду Европы на 1 балл.
Несмотря на ошибки, которые фигурист допускал в этом сезоне, он выиграл почти все старты. На этапе Гран-при в Канаде Патрик в короткой программе занял третье место, приземлившись с четверного тулупа с небольшой помаркой, а также «скрутив» аксель до двойного. В произвольной программе Патрик прыгал два четверных тулупа: упав на первом, второй он выполнил чисто, причём в каскаде с тройным тулупом. В сумме Чан набрал 253,74 балла и выиграл золото. В ноябре Патрик выиграл пятый этап «Trophée Eric Bompard». В короткой программе спортсмен упал с четверного тулупа, однако все остальные элементы исполнил чисто. Несмотря на падение, он остался первым и на следующий день в произвольной программе прыгнул чисто два четверных тулупа, однако упал на дорожке шагов, а остальные прыжки исполнил с помарками. Он набрал 156 баллов и обыграл ближайшего соперника, китайца Сун Наня на 16 баллов. Тем самым он отобрался в Финал Гран-при в Квебеке, который прошёл с 9 по 11 декабря 2011 года.
В Канаде в короткой программе при исполнении каскада «четверной тулуп — тройной тулуп» Патрик не рассчитал с выездом и врезался в борт. Остальные элементы канадец исполнил чисто и занимал после короткой программы первое место с 86 баллами. В произвольной программе Патрик выступал последним, и ему надо было набирать 162 балла, чтобы опередить японца Дайсукэ Такахаси, набравшего 172 баллов. Патрик прыгнул два четверных, но один из них с приземлением на две ноги, а другой с касанием рукой. В конце программы фигурист упал также с тройного лутца, но остальные элементы исполнил на высоком уровне и выиграл произвольную программу, набрав 173 балла и весь Финал Гран-при с суммой 260,30 балла. В конце года Патрик Чан стал «Спортсменом года» по версии канадского канала Sportsnet и Quebecor Media. Помимо этого, канадец также получил премию Лионеля Конахера.
21 января 2012 года Патрик выиграл чемпионат Канады, показав в оба дня соревнований высочайшие результаты. В короткой программе он набрал 101,33 балла, на следующий день в произвольной программе набрал ещё одну рекордную сумму 200,81 балла, а в сумме — 302,14. Таким образом Патрик Чан побил все три неофициальных мировых рекорда, а также стал первым фигуристом в мире, преодолевшим барьер в 300 баллов по сумме.
В феврале 2012 Патрик завоевал золото на чемпионате четырёх континентов. Несмотря на то, что в короткой программе Чан упал с четверного тулупа, он набрал 87,95 балла. Произвольную программу «Аранхуэсский концерт» Патрик откатал без ошибок и получил 185,99 балла, что на 1,97 ниже официального мирового рекорда, установленного им же на чемпионате мира в Москве в 2011 году.

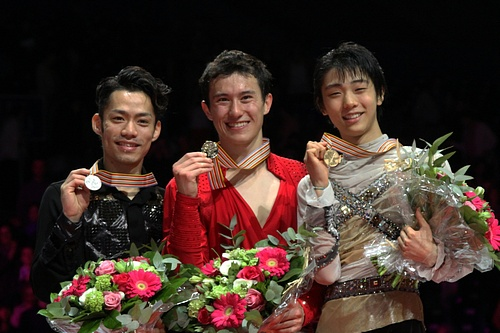
На чемпионате мира 2012 года Патрик Чан выиграл второе золото и впервые столкнулся со своим главным конкурентом в будущем — японцем Юдзуру Ханю (справа на фото), который завоевал бронзу

30 марта 2012 года на чемпионате мира Патрик Чан исполнил свою короткую программу «Take Five», оставленную им с прошлого сезона. Канадский фигурист занял первое место после короткой программы с 89 баллами, потеряв несколько баллов из-за допущенных помарок на выезде с прыжков и недобрав 3,61 балла до мирового рекорда, поставленного им годом ранее. В произвольной программе Патрик исполнил чисто все элементы, кроме сорванного двойного акселя в конце программы. Он получил 176,70 балла и обошёл Дайсукэ Такахаси на 6,45 балла по сумме. Патрик выиграл второй чемпионат мира подряд.
В апреле 2012 года Чан выступил на командном чемпионате мира. В короткой программе он занял второе место с высокой суммой 89,81 балла, но уступил Дайсукэ Такахаси, который побил мировой рекорд, принадлежавший Патрику, на 98 сотых балла. В произвольной программе канадец упал с недокрученного четверного тулупа, исполнил каскад «четверной тулуп + тройной тулуп» с помаркой, но остальные элементы были выполнены безупречно. За свою программу Патрик получил 170,65 балла, но проиграл победителю, Такахаси, 16 баллов. Этот турнир стал единственным, который Чан не смог выиграть в завершающемся сезоне.

### Сезон 2012/2013: домашний чемпионат мира и третий титул подряд

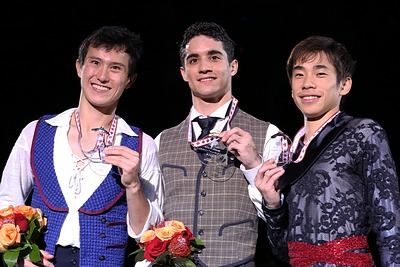
Патрик Чан на домашнем этапе Гран-при завоевал серебряную медаль

Показательный номер сезона 2011/2012 Патрик решил преобразовать в новую короткую программу. Новый сезон начался для Чана с ряда поражений, что казалось на тот момент крупной неудачей. После смены тренера он проиграл подряд три турнира — командный чемпионат мира (сезон 2011/2012), «Japan Open 2012» и канадский этап Гран-при. При этом на Japan Open у него не получилось почти ничего: исполняя свою новую программу под музыку Джакомо Пуччини «Богема», фигурист упал четыре раза, а из восьми прыжковых элеменов чисто были исполнены лишь два, он набрал чуть больше 137 баллов, что для двукратного чемпиона мира было несомненным провалом. Позже он отмечал, что такой старт «разбудил» его, хотя после своей неудачи ему хотелось спрятаться ото всех. Тем не менее, команда Северной Америки заняла на турнире второе место.
Менее чем через месяц наступила очередная неудача: на домашнем этапе Гран-при Патрик Чан проиграл испанцу Хавьеру Фернандесу. Однако в ноябре на этапе в России Патрик выиграл, опередив ближайшего соперника на 33 балла, и тем самым обеспечил себе место в финале Гран-при в Сочи. Там в короткой программе Патрик был вторым, пропустив вперед Дайсукэ Такахаси, а в произвольной программе его постигла неудача на четверном тулупе — спортсмен упал, после чего прыгнул лишний каскад, оставшись без элемента. Он стал четвёртым в произвольной программе, но в сумме опередил её победителя — Фернандеса — на 4 сотые балла, заняв третье место.
13 марта 2013 года на чемпионате мира в канадском Лондоне Чан вернул себе мировой рекорд в короткой программе, получив за прокат 98,37 балла. В короткой программе Патрик чисто выполнил каскад из четверного и тройного тулупов, тройной аксель и тройной лутц. Все его вращения и дорожки были оценены четвёртым уровнем сложности. Ближайший преследователь, представитель Казахстана Денис Тен, отстал от Патрика на 6,81 балла, показав при этом четвёртый в мировой истории результат для коротких программ. Однако в произвольной программе Патрик выступил менее удачно, после идеально исполненного каскада из четверного и тройного тулупов и «изолированного» четверного тулупа упав с тройного лутца и недокрученного тройного акселя. Он проиграл программу Тену, но по сумме обыграл казахстанского спортсмена на 1,3 балла. Патрик Чан набрал по сумме 267,78 балла.
Хотя Чан и выиграл третий чемпионат мира подряд, сезон не оказался настолько лёгким, как прошлый: у канадца появились новые и очень сильные соперники в лице Хавьера Фернандеса и Юдзуру Ханю. Они уже сумели победить Патрика в очной борьбе, а японец даже «отнял» мировой рекорд в короткой программе, успев затем ещё раз улучшить, прежде чем Чан сумел вернуть себе рекорд на «домашнем» мировом первенстве.

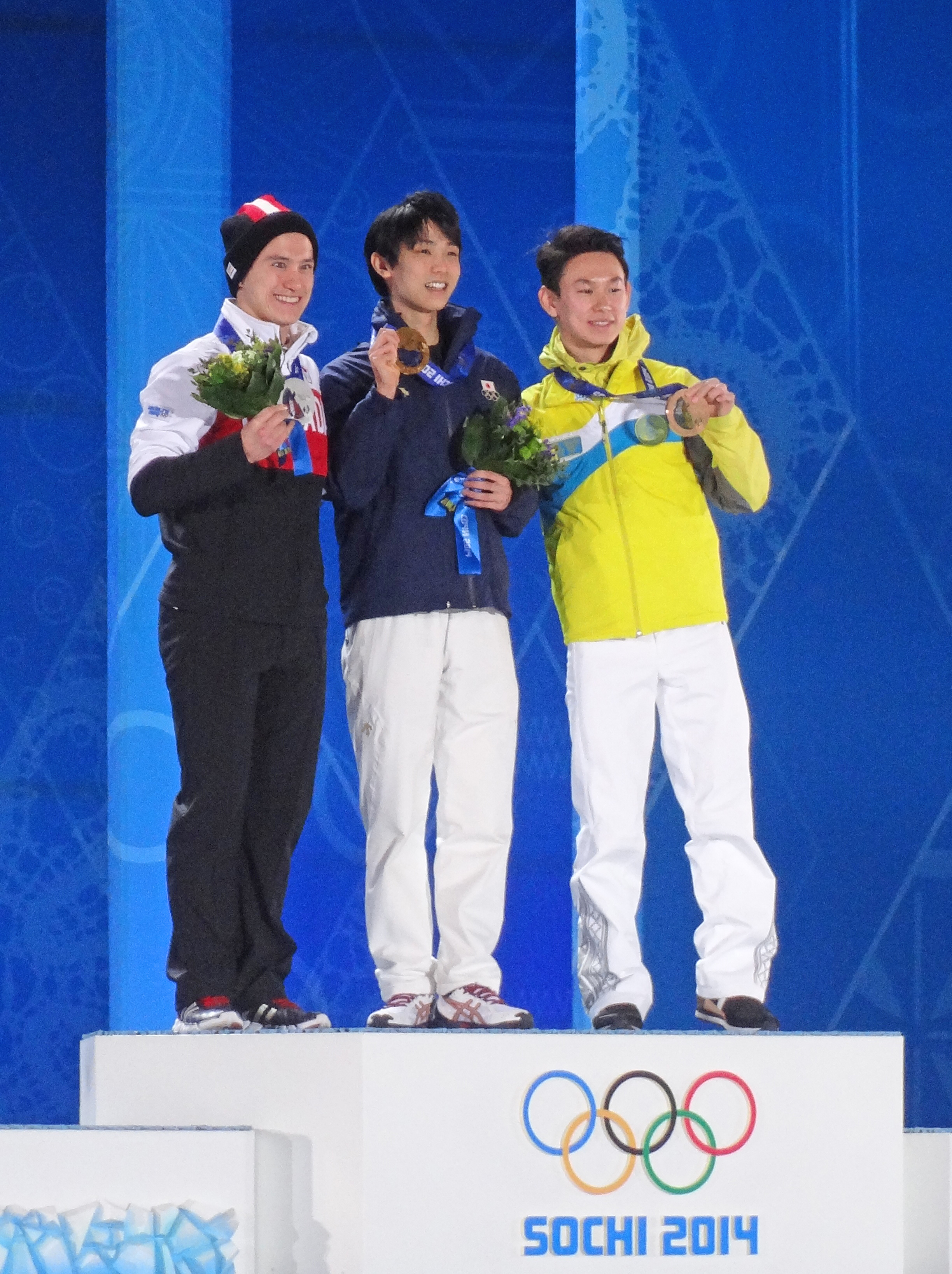
Награждение на Олимпиаде в Сочи

### Сезон 2013/2014: мировые рекорды в Париже и два олимпийских серебра

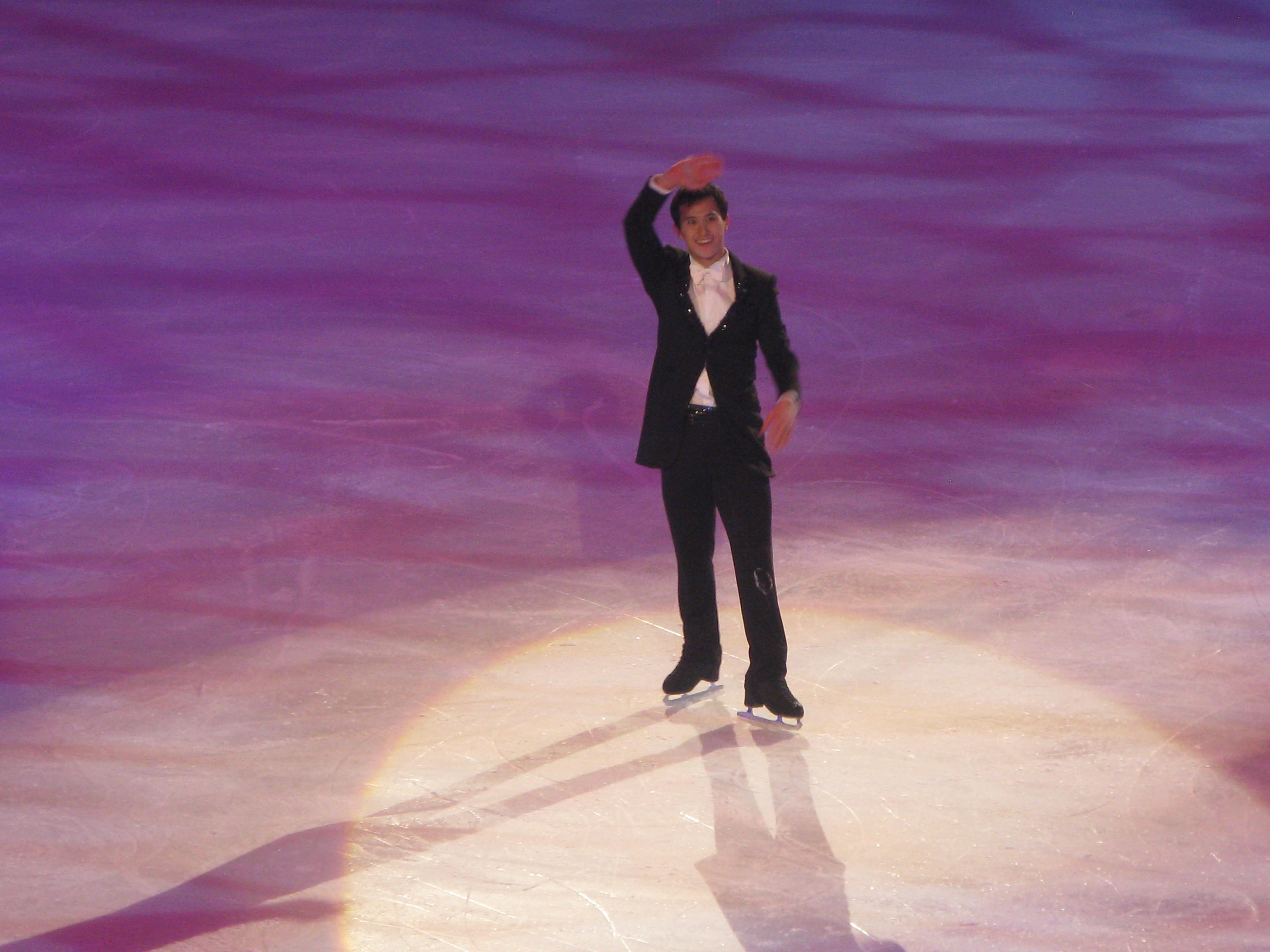
Патрик Чан на французском этапе, где он побил все мировые рекорды

Летом 2013 года Чан объявил, что новая произвольная программа будет поставлена под «Времена года» Антонио Вивальди. Фигурист уже ставил под эту музыку программы в начале своей карьеры, и на этом этапе решил вернуться к тому, что приносило ему счастье в прошлом. Помимо этого, программа напоминала Чану о его первом тренере Осборне Колсоне, благодаря которому Патрик сделал первые шаги к своим будущим успехам. Короткую программу («Элегию» Рахманинова) Чан оставил с прошлого сезона.
Патрик Чан начал сезон с побед на канадском этапе в Сент-Джоне и Trophée Eric Bompard в Париже, причём на французском этапе побил все три рекорда на тот момент (в короткой и произвольной программах, и по сумме). Однако в финале Гран-При в Фукуоке у канадского фигуриста взял реванш японец Юдзуру Ханю, и Чан на этот раз завоевал серебро. При этом у Ханю получилось побить рекорд Патрика в короткой программе, установленный тремя неделями ранее. В январе Патрик в седьмой раз подряд выиграл чемпионат Канады и отобрался на Олимпиаду в Сочи.

Чан принял участие в командном Олимпийском турнире фигуристов, где занял третье место в короткой программе, проиграв россиянину Плющенко и японцу Ханю. В произвольной программе была произведена замена, и вместо Чана за Канаду выступал Кевин Рейнольдс, который помог принести Канаде серебро командного турнира.
Спустя неделю Чан принял участие в соревновании мужчин-одиночников. 13 февраля Патрик исполнил короткую программу под музыку Рахманинова и набрал 97,52 балла. Он уступил 4 балла Ханю, снова побившему мировой рекорд, а днём позже выигравшему также и произвольную программу, став олимпийским чемпионом. Патрик Чан в свою очередь более чем на 20 баллов опередил ставшего третьим казахстанского фигуриста Дениса Тена и вновь стал серебряным призёром игр, теперь в личном первенстве. Для Чана серебро Олимпиады явно не стало тем результатом, на который он рассчитывал. В марте фигурист сообщил, что не поедет на чемпионат мира в Сайтаму.

### После Олимпиады в Сочи
После серебра Игр Патрик не принимал участия в соревнованиях сезона 2014/2015, за исключением «Japan Open 2014», который он выиграл с преимуществом более чем в 20 баллов. Тем не менее, канадец в этом сезоне поставил новую произвольную программу под музыку Шопена, которую исполнял на японском турнире в октябре. Однако в начале сезона Чан сообщил, что пропустит его полностью. После чемпионата мира в Шанхае, который прошёл без участия канадца, Чан сообщил прессе, что планирует вернуться и очень хотел бы выступить на следующей Олимпиаде в Пхёнчхане, до которой оставалось уже меньше трёх лет.
В июне 2015 года Патрик Чан сообщил о том, что ставит новую короткую программу с хореографом Дэвидом Уилсоном, с которым в последнее время работает регулярно, и с ним же создал произвольную программу. После Олимпиады-2014 ISU разрешил использовать музыку со словами в программах, что позволило Чану использовать песню «Mack the Knife» в исполнении канадца Майкла Бубле.

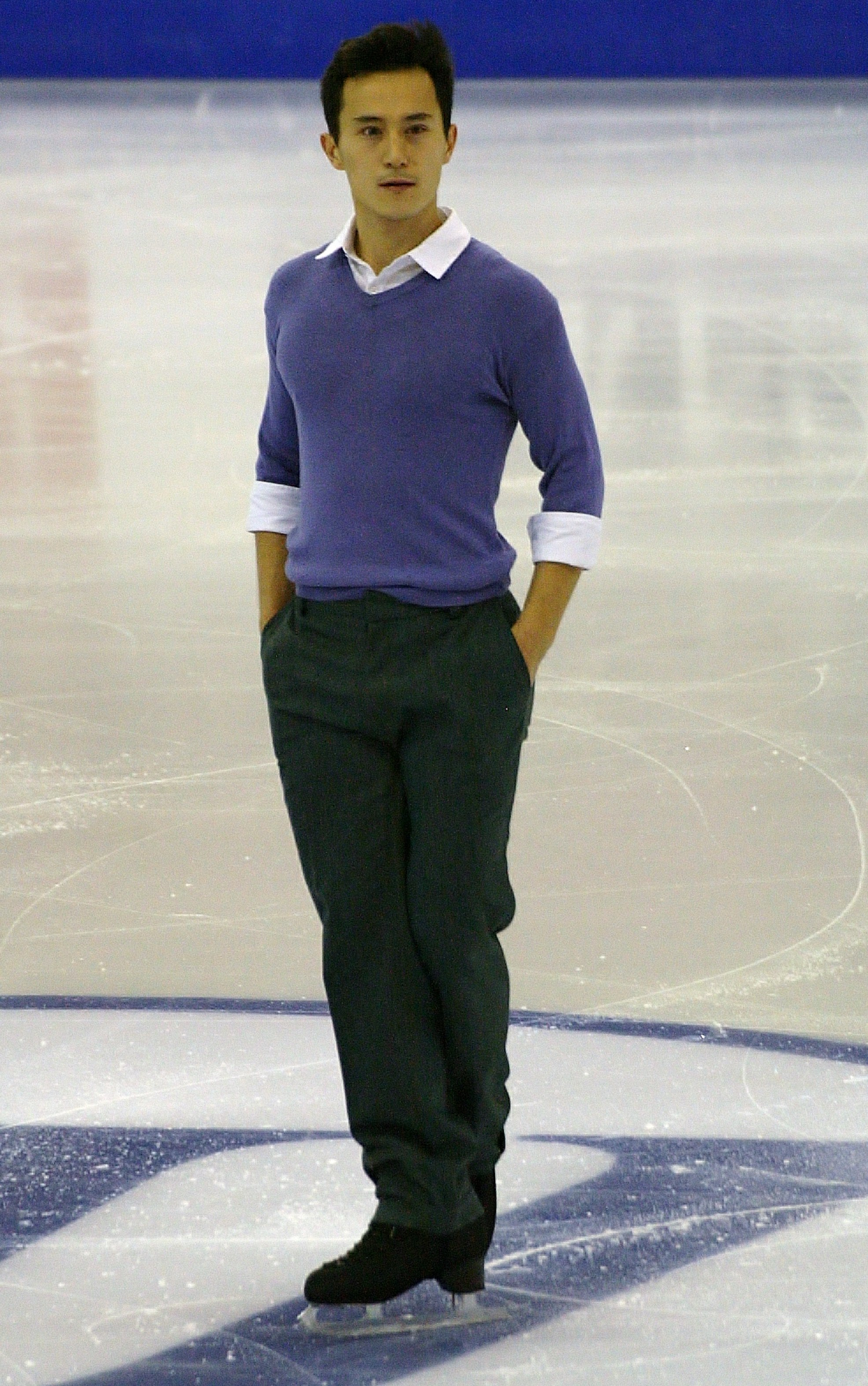
Патрик Чан в финале Гран-при 2015/2016

С тех пор фигурист не появлялся более года на соревнованиях до конца октября 2015, когда он выступил на канадском этапе и выиграл его, набрав очень высокую сумму баллов.
Турнир показал, что Патрик вернулся. Теперь это можно говорить с уверенностью. Он катался здорово, и, несмотря на то, что у него был один четверной, остальные прыжки у него были «плюсовые», качественные. Наверняка остальные четверные они подготовят к следующим соревнованиям. Но уже сейчас мастерства катания и креатива ему не занимать, Патрик получил космические баллы за произвольную.Алексей Урманов
Следующим турниром для Патрика Чана должен был стать этап во Франции, однако в Бордо состоялись лишь соревнования в короткой программе. Вечером того же дня в Париже были совершены теракты, и в целях безопасности Trophée Eric Bompard был отменён, а фигуристам распределили баллы по результатам короткой программы. По этим результатам Патрик занял во Франции всего лишь пятое место, однако отобрался на Финал Гран-при в Барселону, став пятым из шести фигуристов, которые попадают в финал. Там же Патрик снова не сумел избежать неудачи — во время исполнения короткой программы фигурист исполнил тройной тулуп вместо четверного, а затем его же вторым прыжком в каскаде с тройным лутцем, что запрещено правилами соревнований. Таким образом, Чан потерял каскад и занял последнее место после короткой программы с отставанием более чем в 40 баллов от лидировавшего Юдзуру Ханю. Тем не менее, произвольная программа сложилась гораздо лучше, и Патрик Чан стал в ней третьим, оставшись по сумме четвёртым. Примечательно, что фигурист набрал одинаковую сумму с китайским фигуристом Цзинь Бояном, который исполнил в своей программе четыре четверных прыжка и два тройных акселя. Согласно правилам ИСУ, выше в итоговой таблице стоит тот, кто стал выше по итогам произвольной программы, и, таким образом, канадский фигурист стал четвёртым, а Боян — пятым.

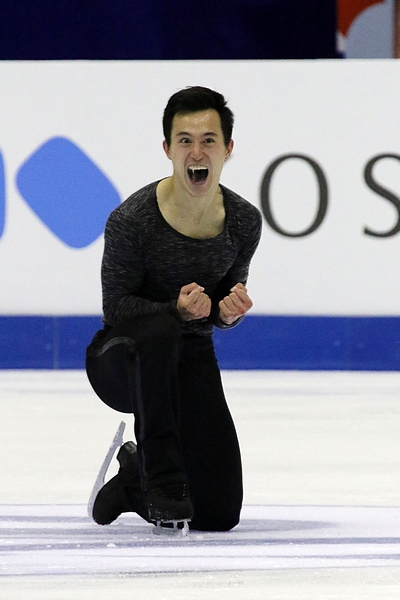
Патрик после исполнения произвольной программы, которая принесла ему третий титул победителя чемпионата четырёх континентов

В январе 2016 года Патрик Чан выиграл свой восьмой титул чемпиона Канады c суммой 295,67 балла. Следующим соревнованием под эгидой ИСУ стал чемпионат четырёх континентов в феврале 2016 года. Патрик снова не слишком удачно откатал короткую программу, набрав 86,22 балла, а произвольную программу под музыку Шопена исполнил идеально. Чан набрал рекордные для себя 203,99 балла и по сумме занял первое место, опередив Цзинь Бояна всего лишь на 38 сотых балла. Сумма Патрика за произвольную программу стала на момент окончания турнира второй в истории фигурного катания.
В начале апреля на мировом чемпионате в Бостоне канадский фигурист стал пятым, хотя занимал третье место после короткой программы. Повторить успех чемпионата четырёх континентов фигуристу не удалось, и он отстал более чем на 30 баллов от своего лучшего результата в произвольной программе. При этом он оказался лучшим североамериканским фигуристом на этом турнире.

### Сезон 2016/2017: усложнение программ в предолимпийский сезон
В межсезонье Патрик заявил, что создаст новую произвольную программу, которая будет поставлена на композицию «A Journey» Эрика Рэдфорда — фигуриста-парника и партнёра Чана по сборной. Сразу после окончания финского турнира серии «Челленджер», Патрик рассказал и о своей новой короткой программе под композиции группы Beatles. Канадец отметил, что за основу взял показательный номер сезона 2014/2015, который, как и «Элегию» Рахманинова четырьмя годами ранее, преобразовал в короткую программу.
Предолимпийский сезон Патрик начал в октябре на турнире Finlandia Trophy, где в сложной борьбе сумел завоевать второе место, уступив американцу Нейтану Чену. Победитель турнира исполнял очень сложную произвольную программу, включив в неё пять четверных прыжков, когда как Патрик исполнял лишь два. Это стало одним из первых случаев, когда Чану пришлось бороться с фигуристом, владеющим таким арсеналом сложных прыжковых элементов: до турнира в Финляндии никто не заявлял четыре различных «четверных» в одной программе.
В конце октября канадский фигурист выступал на домашнем этапе Гран-при в Миссиссоге, где занял первое место. У олимпийского чемпиона Сочи Юдзуру Ханю не получилось чисто исполнить короткую программу, и хотя произвольную японец выиграл, по сумме победу одержал Патрик. В середине ноября в Пекине Чан принял участие на своём втором в этом сезоне этапе Гран-при, где в упорной борьбе победил, хотя после короткой программы занимал лишь третье место, но в произвольной сумел набрать сумму 196,31, обойдя китайского фигуриста Боян Цзиня в итоге на 1,18 балла. Это позволило ему уверенно выйти в финал Гран-при, который прошёл в Марселе.
Во Франции канадец вновь встретился с теми, кто владеет гораздо бо́льшим количеством четверных прыжков, чем он сам. Там он выступил не лучшим для себя образом и финишировал на предпоследнем месте, однако улучшил своё прежнее достижение в короткой программе.

В конце января в Оттаве состоялся очередной национальный чемпионат, на котором Патрику никто не сумел составить конкуренцию и он в девятый раз стал чемпионом страны. В феврале фигурист выступал в Канныне на чемпионате четырёх континентов, который он завершил лучшим из канадских фигуристов, но без медали. Этот чемпионат рассматривался как «репетиция» Олимпиады, так как именно на этой арене в следующем год было запланировано проведение олимпийского турнира.

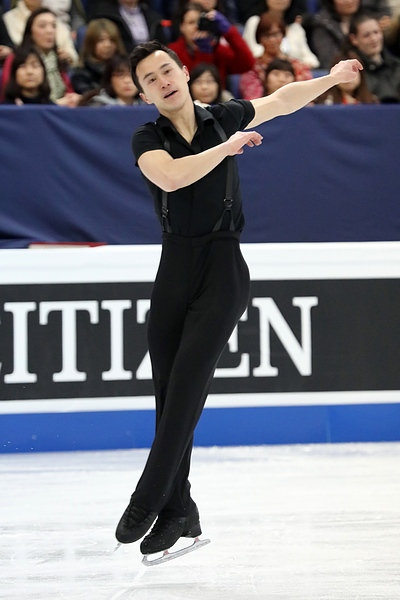
Патрик Чан на чемпионате мира в Хельсинки (2017)

В конце марта канадец выступил на мировом чемпионате в Хельсинки, где ему удалось войти в пятёрку лучших фигуристов мира. Обошедшие Чана участники исполняли гораздо больше четверных прыжков, и хотя Патрик всего меньше балла уступил своему личному рекорду по сумме баллов, этого не хватило для завоевания медали. При этом Чан способствовал завоеванию для своей страны двух мест на предстоящей Олимпиаде в Пхёнчхане и улучшил своё прежнее достижение в короткой программе. Через три недели после этого фигурист участвовал на командном чемпионате мира. В короткой программе не всё сложилось удачно: Чан набрал всего 85 баллов и занял шестое место, принеся своей стране 7 очков из 12 возможных, но в произвольной программе Патрик уступил лишь двум японцам, заработав для Канады ещё 10 баллов. За свой прокат фигурист получил 190,74 балла.

### Сезон 2017/2018: смена тренера и олимпийское золото Пхёнчхана
Летом 2017 года Патрик объявил о своём выборе программ на олимпийский сезон. Спустя два месяца он сам прокомментировал свой выбор, рассказав, что ему помог хореограф Дэвид Уилсон. Его короткую программу под песню «Dust in the Wind» группы Kansas помимо Уилсона фигурист планировал и ранее с Кэти Джонсон. Фигурист отметил, что «Dust in the Wind»
рассказывает, что «все едины и являются маленькими частицами этой вселенной». Произвольную программу Патрик посвятил скончавшемуся в 2016 году канадскому композитору Леонарду Коэну, написавшему песню «Hallelujah» — именно эту песню (в исполнении Джеффа Бакли) Чан взял для своих прокатов. Он отметил, что хоть она и не несёт такую глубокую историю, как его короткая программа, но позволит ему почувствовать гордость за свой народ, когда он будет выступать с ней на Олимпиаде.
Новый сезон канадский фигурист начал в серии Гран-при на домашнем этапе, где он финишировал рядом с пьедесталом, провалив свою произвольную программу. Патрик набрал всего 151 балл и стал седьмым среди двенадцати участников, а по сумме занял четвёртое место. После этого он снялся с японского этапа, и вместо него канадскую квоту занял Киган Мессинг. Таким образом, Патрик Чан автоматически лишился всех шансов попасть в финал Гран-при, неоднократно заявлял о том, что перестал получать удовольствие от своих прокатов, и даже был вынужден убрать из своих программ четверной сальхов, а ближе к новому году вовсе прекратил тренировки. В итоге, канадец ушёл от Марины Зуевой к Рави Валия, переехал в Ванкувер и стал кататься в одной группе с Кэйтлин Осмонд.
Я чувствовал себя совершенно несчастным каждый раз, когда начинал программу, от одного взгляда на список прыжков, которые мне предстояло выполнить. Это было для меня весьма обескураживающим.
Оригинальный текст (англ.)I just found myself being very, very unhappy every time I would start the program, just looking at the list of jumps that I had to complete. It was just very, very overwhelming for me.Патрик Чан

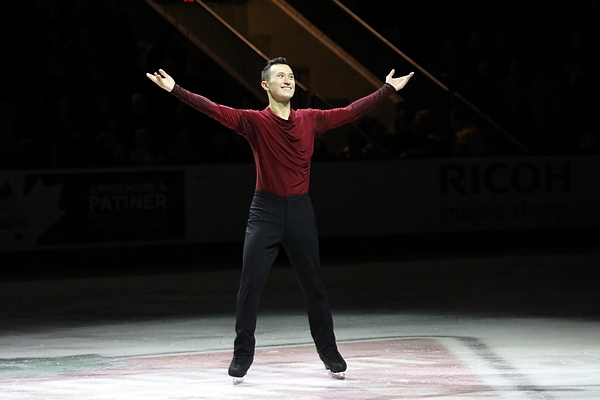
Патрик Чан завоевал десятый титул чемпиона Канады в 2018 году

В январе 2018 года в Ванкувере состоялся чемпионат Канады, который Патрик выиграл в десятый раз в карьере. Ему не удалось набрать слишком высоких баллов, на что повлияло падение в короткой программе с четверного тулупа, а также потеря элемента в произвольной программе. Хотя Патрик там избежал падений, он не сумел выполнить тройной аксель, исполнив трижды двойной. По правилам соревнований, можно исполнять не более двух двойных акселей, и поэтому третий оказался недопустимым элементом. Тем не менее, Патрик набрал 272,24 балла в сумме (90,98 в короткой и 181,26 в произвольной) и добавил в свою коллекцию медалей юбилейное, десятое золото.
Уже в феврале, незадолго до старта Олимпиады в Пхёнчхане, Чан отметил, что смена тренера помогла ему обрести уверенность и комфорт в катании. В своём интервью он также отметил, что на последних для себя Играх хочет прежде всего откатать свои программы чисто.

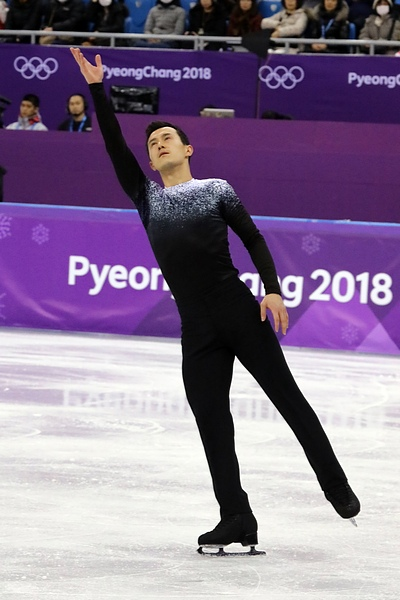
«Dust in the Wind» — короткая программа Патрика Чана на Олимпийских играх в Пхёнчхане

Олимпийские соревнования для Патрика начались за несколько часов до церемонии открытия, когда он исполнил короткую программу в командных соревнованиях. Дважды упав (на четверном тулупе и тройном акселе), Патрик, тем не менее, занял третье место, обойдя и Нейтана Чена из США, и Михаила Коляду из России, которые рассматривались как его основные конкуренты в борьбе за командное золото. После первого дня соревнований, в который были проведены короткие программы мужчин-одиночников и спортивных пар, канадцы лидировали и опережали россиян на 4 балла, а американцев на 3.

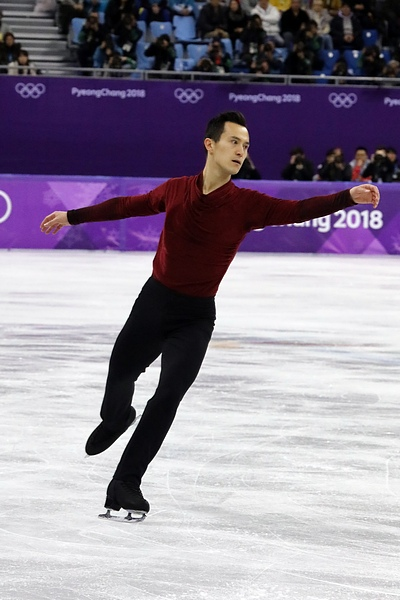
Патрик исполняет произвольную программу «Hallelujah» на Олимпиаде-2018

Спустя два дня Патрик исполнял произвольную программу, которая во многом решала судьбу золотой медали: впереди оставалось два вида соревнований, у Канады был отрыв в шесть очков от ближайших преследователей (россиян), поэтому в случае победы над Михаилом Колядой сборная Канады могла упустить золото только в самом невероятном случае. 12 февраля соревновательный день начался с произвольной программы у мужчин. Чан исполнял свою программу под песню Леонарда Коэна «Hallelujah», и ему удалось почти всё, кроме тройного акселя, который он недокрутил и упал с него. Тем не менее, Коляду он обыграл, набрал 179,75 балла и занял первое место из пяти участников в мужской произвольной программе, принеся своей команде десять очков из десяти возможных. Отрыв от россиян увеличился до семи очков перед произвольной программой у женщин. Партнёрша Патрика по сборной Габриэль Дэйлман в произвольной программе заняла третье место, уступив два очка преследователям, и в единственной оставшейся дисциплине — произвольном танце — шансов проиграть золотую медаль уже не осталось: Россия могла отыграть не больше 4 очков, а преимущество канадцев составляло 5. В произвольном танце Тесса Вертью и Скотт Моир выступали последними и выиграли его с результатом 118,10 балла. Канадцы победили с огромным преимуществом, набрав 73 очка, причём во всех восьми видах они заняли места не ниже третьего, а Патрик Чан стал первым олимпийским чемпионом среди канадских одиночников.
14 февраля состоялась жеребьёвка, которая определила порядок выступлений фигуристов-одиночников в короткой программе, и по её результатам Чан получил 21-й стартовый номер в четвёртой разминке из пяти. Он исполнил свою программу значительно лучше, чем в командных соревнованиях, однако тройной аксель вновь не покорился. После короткой программы Патрик занял шестое место с результатом 90,01 балла, что более чем на 7 баллов лучше результата в командном турнире. 17 февраля Чан исполнял произвольную программу, и на этот раз падений избежать удалось, однако судьи оценили его прокат лишь на 173,42 балла. Из-за изобилия четверных прыжков его конкурентов (например, победитель в произвольной программе исполнил чисто шесть четверных прыжков) Чан опустился на девятое место в личном турнире с суммой 263,43 балла.

### Завершение соревновательной карьеры и первые семинары для юных фигуристов
После окончания Олимпиады Патрик вернулся в Ванкувер и планирует в ближайшее время открыть академию фигурного катания в этом городе. Хотя он и говорил ранее, что соревнования на Олимпиаде в Пхёнчхане станут для него последними в карьере, официально канадец объявил о завершении спортивной карьеры лишь 16 апреля. Чан отметил, что он достиг всех целей и исполнил все свои мечты в фигурном катании, и надеется, что его успехи вдохновят юных фигуристов и убедят их, что возможно добиться всего благодаря усердной работе и преданности своему делу. Патрик уже в конце апреля провёл семинары для юных фигуристов и отметил, что в мире фигурного катания произошли изменения, в частности, вырос уровень ожидания, так как появляются новые и всё более молодые феномены; при этом, талант нужно выявлять именно в юном возрасте. Возрастающий уровень требований и тренировок превращает молодых фигуристов «в машины», что создаёт сильное психологическое давление как на них самих, так и на их родителей. В сентябре Патрик провёл новый двухдневный семинар, в котором участвовали 150 человек, и отметил, что планирует стать частью академии фигурного катания, которую он мечтает открыть. Также он рассказал, что пытается передать свой опыт молодому поколению в Британской Колумбии, что должно способствовать появлению конкурентоспособных фигуристов в провинции и поднять уровень фигурного катания в целом.
Вместе с завершившими карьеры после олимпийской победы в командном турнире Тессой Вертью, Скоттом Моиром, Меган Дюамель и Эриком Рэдфордом, а также «взявшей паузу» Кэйтлин Осмонд, Патрик с 5 октября 2018 года отправился в тур «Спасибо, Канада» (англ. The Thank You Canada Tour). Также в этом проекте, который проходил до 24 ноября, приняли участие танцоры Кэйтлин Уивер и Эндрю Поже и двукратный серебряный призёр Олимпийских игр Элвис Стойко. По словам Чана, выступления в 28 городах стали вызовом как для него, так и всех участников тура, так как ничего подобного в жизни фигуристов ранее не случалось.
В 2020 году Патрик Чан стал послом юношеских Олимпийских игр в Лозанне.

## Тренеры и хореографы
Первым тренером Патрика был Осборн Колсон, работавший с ним вплоть до своей смерти в июле 2006 года (тогда ему было уже 90 лет). Колсон уделял значительное внимание работе над обязательными фигурами, что повлияло на становление техники владения коньком — сильного аспекта катания Патрика Чана. Тем не менее, фигурист отмечал, что Колсон часто отправлял его тренироваться к другим, так как не хотел говорить каждый день одно и то же. Летом 2007 года Патрик тренировался с Дагом Ли в Барри, и это помогло ему в изучении тройного акселя и четверного тулупа, но фигурист быстро понял, что это место не для него. Также он отметил, что найти нового тренера не является очень трудной задачей.

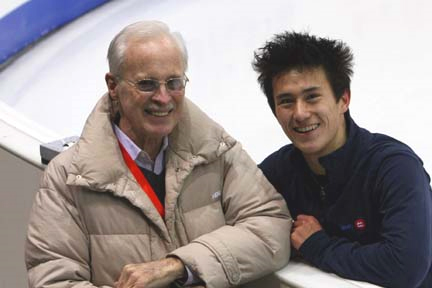
Патрик в 2007 году с тренером Доном Лоусом (слева на фото). При работе с этим тренером фигурист дебютировал на чемпионатах мира

Затем Чан перешёл к Сину Амано, тренировавшему на том же катке. Чан позже отметил, что Колсон скончался внезапно, а сам он не хотел ничего менять в середине сезона, поэтому поэтому его временным тренером стал Амано, согласившийся на такие условия; сотрудничество с Амано продлилось лишь шесть месяцев.
Далее Чан тренировался часть времени во Флориде у Дона Лоуса, а часть в Торонто у Эллен Бурки. Сам спортсмен отметил, что Бурка помогает ему в технике исполнения прыжков, комментирует тренировки, а также участвует в проработке деталей программ. Чан тренировался каждый день, кроме воскресенья, по четыре часа на льду и три часа вне. С Лоусом он начал тренироваться летом 2007 года, помимо этого Патрик вынужден был брать паузу в тренировках для того, чтобы сдать школьные экзамены. Кроме того, с 2006 года Чан работал с хореографом Лори Никол.
Два года назад я увидел программу Криса Мэби «Пёрл Харбор», которая мне понравилась, я узнал, что её ставила Лори Никол, и обратился к ней с просьбой поставить мои программы на сезон 2006/2007. <…> Музыка произвольной программы та же, что и в прошлом году — нарезки из «Времён Года» Вивальди, это было моим решением. Я видел программу "Времена года" у Ламбьеля, она мне очень понравилась, и мне захотелось использовать эту музыку.
Оригинальный текст (англ.)Two years ago, I saw Chris Mabee’s Pearl Harbor program and loved it, I realized Lori did it and asked her to do my programs for the 2006-07 season. <…> The long program music is the same as I used last season – excerpts from Vivaldi’s Four Seasons, That was my decision. I saw Lambiel’s Four Seasons program and liked it a lot so I wanted to use that music.Патрик Чан

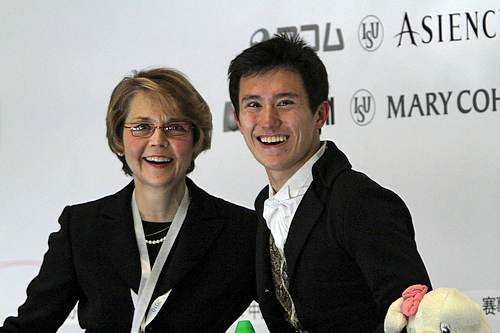
При работе с Кристи Кролл (слева на фото) Патрик впервые выиграл Финал Гран-при и чемпионат мира

В середине сезона 2009/2010 Дон Лоус отказался работать с Чаном, и его новыми тренерами стали Кристи Кролл и Лори Никол. Своих первых важных успехов Патрик достиг именно с ними: «выучил» четверной прыжок, выиграл чемпионат мира в Москве и там же побил все мировые рекорды. Сразу после второй победы Чана на чемпионатах мира, в Ницце год спустя, Кристи Кролл приняла решение прекратить сотрудничество с ним. Причин этого не сообщалось, однако для самого фигуриста это стало неожиданностью.

В апреле 2012 года Патрик перешёл к Кэти Джонсон, с ней он принимал участие на Олимпиаде в Сочи. Тогда же с бывшим партнёром по сборной Джеффри Баттлом был поставлен показательный номер для Патрика («Элегия» Рахманинова), который позднее стал новой короткой программой канадца. Помимо этого Чан после ухода от Кристи Кролл также сменил и основного хореографа, и вместо Лори Никол им стал Дэвид Уилсон, который помогал Патрику ставить программы вплоть до окончания карьеры. Однако в 2016 году после неудачного выступления на чемпионате мира Джонсон прекратила сотрудничество с Чаном, а Патрик принял решение работать без тренера в ближайшее время.

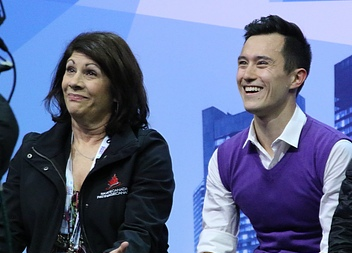
Кэти Джонсон (слева на фото) помогала Патрику ставить программы с 2011 по 2016 годы

Уже через месяц, однако, Патрик пришёл работать в команду тренера Марины Зуевой. При этом хореографом его новой короткой программы не был Уилсон: в новом сезоне Чан ставил её на основе показательного номера, хореографом которого был Паскуале Камерленго. Чуть больше года фигурист тренировался в группе с Зуевой, и хотя не завоевал медалей на чемпионате мира в Хельсинки, но выступил очень сильно и набрал сумму 295,16 балла, что менее чем на две десятых балла уступало его личному рекорду 2013 года. Но после неудачи на старте олимпийского сезона Патрик решил прекратить тренировки и сменить тренера. Он уехал в Ванкувер и стал тренироваться в группе канадского тренера Рави Валии, известного по работе с одиночницей Кэйтлин Осмонд. Перед национальным чемпионатом фигурист отметил, что этот шаг помог обрести уверенность в себе. Затем он стал десятикратным чемпионом Канады и олимпийским чемпионом.

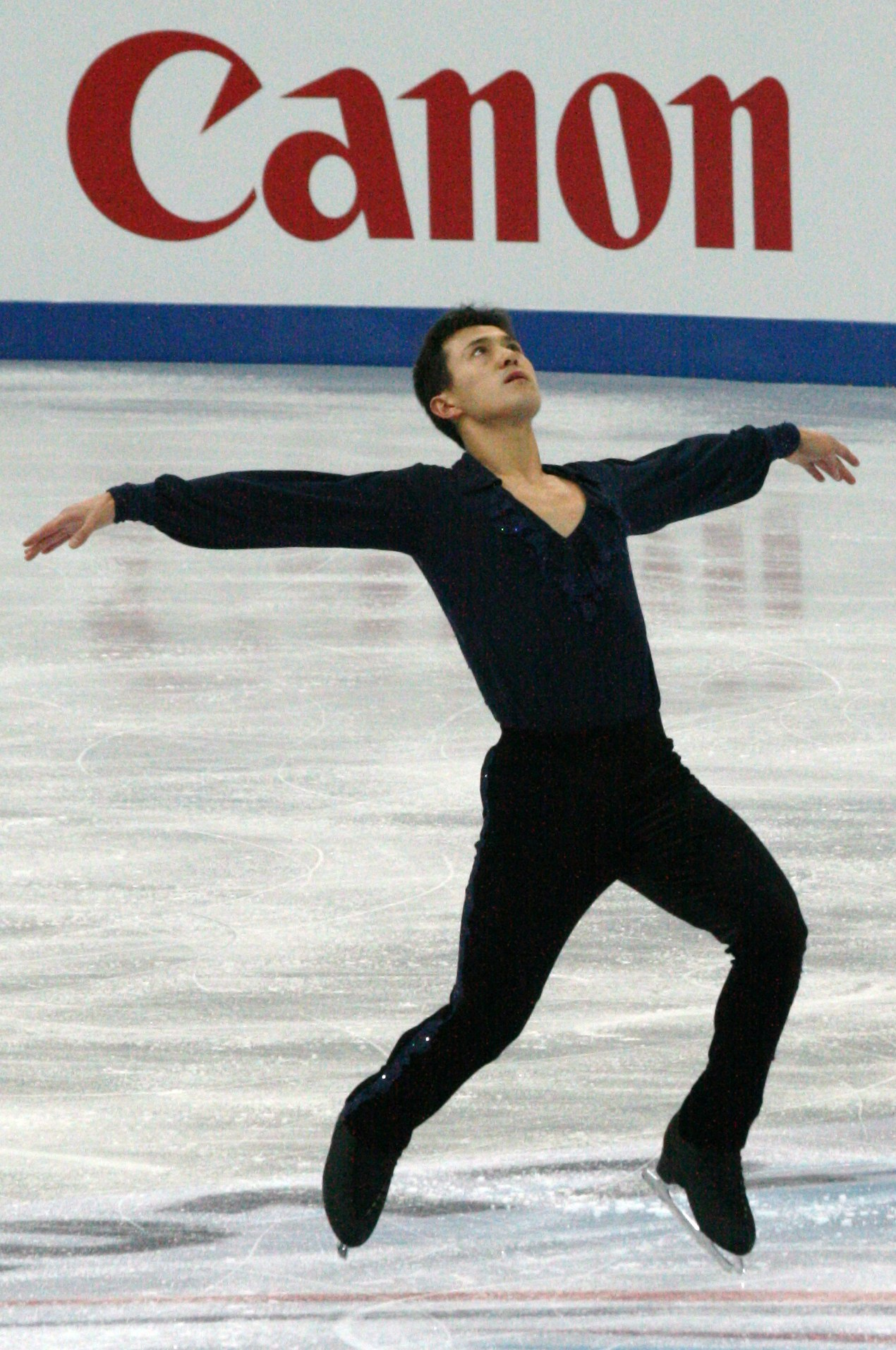
Патрик Чан в начале короткой программы под музыку Сергея Рахманинова исполняет один из связующих элементов

### Стиль катания
Патрик Чан прежде всего известен высоким мастерством катания, в частности, умением владеть коньком и эстетикой своих программ. Он способен исключительно плавно скользить по льду, катаясь на краях лезвий коньков, а не на самих лезвиях. Патрик отмечал, что он способен очень быстро набирать нужную скорость, и благодаря этому ему удаётся исполнять с коротким заходом даже четверные прыжки. Другие же спортсмены иногда вынуждены проехать весь каток для подготовки к исполнению «четверных». Все программы канадца изобилуют связующими элементами. Другим фактом, подтверждающим мастерство катания Чана, является его способность в отличие от других фигуристов проехать половину катка на одной ноге, а также исполнять большие кривые линии. Так, на чемпионате мира в Москве он исполнил дорожку шагов, полностью проехав каток на одной ноге. Всё это является факторами фигурного катания, которые оцениваются судьями во второй оценке.
Патрик – прежде всего исполнитель, а не прыгун. Он живет движением на льду, видимо, поэтому и вернулся в спорт. Смотреть, как он катается – для тренера счастье.Марина Зуева

Патрик много работает, чтобы достичь подобного уровня катания. Сначала он избегал включения четверных прыжков в свои программы, однако в конце 2010 года добавил в свой актив четверной тулуп и стал лидером мирового фигурного катания. Сам фигурист отметил, что этот прыжок помимо высокой базовой стоимости элемента помогает обрести уверенность в себе. Тем не менее, другой сложный элемент — тройной аксель — всегда являлся проблемой для Патрика, что присуще многим фигуристам, которые главный акцент делают на компоненты. Например, серебряный призёр Олимпиады в Турине швейцарец Стефан Ламбьель зачастую и вовсе не исполнял тройной аксель, ограничиваясь двойным, зато в исполнении вращений ему не было равных. Из-за частых ошибок в прыжковых элементах Чана часто критикуют его конкуренты, а также обозреватели спортивных СМИ: после победы с двумя падениями на домашнем чемпионате мира стал использоваться термин «Chanflation», обозначающий превосходство за счёт второй оценки при грубых ошибках в технике. Однако другой канадский фигурист Джеффри Баттл, который является хореографом Патрика, предположил, что такие заявления делают неконкурентоспособные фигуристы, а у самого Баттла от одного только просмотра катания Патрика Чана начинают болеть ноги.
Чан — последний канадский фигурист-одиночник из большого списка его соотечественников, кто превратился из чемпиона в легенду. Разница между этими понятиями состоит в том, что чемпионы выигрывают титулы, а легенды вносят разнообразие в свой вид спорта, изменяя его.
Оригинальный текст (англ.)Chan is the latest in a long line of Canadian men who have made the leap from figure skating champion to figure skating legend. The difference between the two is that champions win titles, while legends change the sport in some way.Пи Джи Квонг

## Жизнь вне спорта
Достижения Патрика Чана, помимо наград на соревнованиях, были отмечены и за пределами катка. В январе 2008 года Китайский культурный центр в Большом Торонто присвоил Чану награду «Chinese Canadian Youth of the Year 2007». В мае того же года Патрик был признан «Азиатом года» в искусстве и спорте по мнению журнала Asia Network.
Летом 2009 года фигурист снялся в телевизионной рекламе сухих завтраков Cheerios. В 2010 году фигурист вместе с партнёрами по сборной (конькобежкой Синди Классен и сноубордистами Криспином Липскомбом и Брэдом Мартином) заключил контракт о спонсорстве с сетью ресторанов быстрого питания McDonald’s, являющейся спонсором Олимпийских игр. Через некоторое время спортсмены, которые заключили подобные соглашения, подверглись критике за популяризацию нездорового питания, и их призвали отказаться от индивидуальных контрактов. Патрик занимается рекламой вин, производимых компанией Flat Rock Cellars. Сначала он рекламировал ледяные вина, а ближе к окончанию карьеры фигуриста-любителя — игристые; причём в честь фигуриста был создан бренд, названный его именем. Патрик отмечал, что является фанатом вина, и если позволят средства, после фигурного катания он планирует заняться виноделием, а ранее, в процессе рекламы собственного бренда вин, ему пришлось поработать на одной из виноделен в Онтарио.
Патрик планирует принять участие в благотворительном футбольном матче легенд и звёзд, который состоялся 15 сентября 2018 года в Ванкувере на стадионе Би-Си-Плейс, вместимость которого была увеличена. В матче, который должен предварить игру регулярного сезона MLS между «Ванкувер Уайткэпс» и «Сиэтл Саундерс», также приняли участие шведские хоккеисты Даниэль и Хенрик Седины. После матча футболки участников матча были проданы на аукционе, все деньги были переданы в фонд детской больницы Британской Колумбии.
В связи с предстоящей Олимпиадой-2022 в Пекине, Чан был приглашён в Китай в качестве тренера. По его словам, поводом для приглашения стала инициатива друзей Элизабет Путнам (девушки Чана) и Рави Валии (его последнего тренера).

## Программы

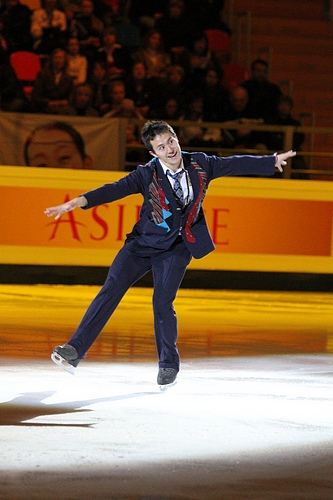
Показательный номер нового чемпиона мира Патрика Чана «Don’t Worry, Be Happy» (2011)

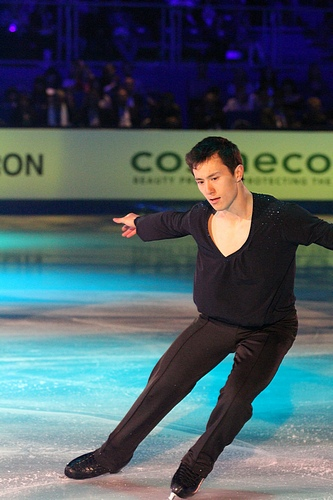
Программа канадского фигуриста «Элегия в Ми-бемоль минор» впервые была исполнена в качестве показательной на чемпионате мира в Ницце (2012)

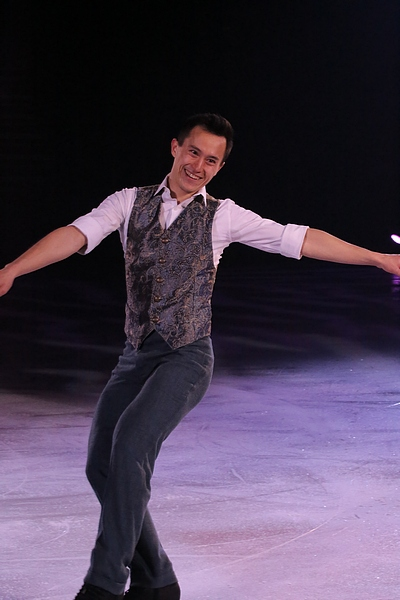
После возвращения в большой спорт, Патрик два года исполнял программу «Dear Prudence / Blackbird» в качестве показательной, которая потом стала короткой (2016)

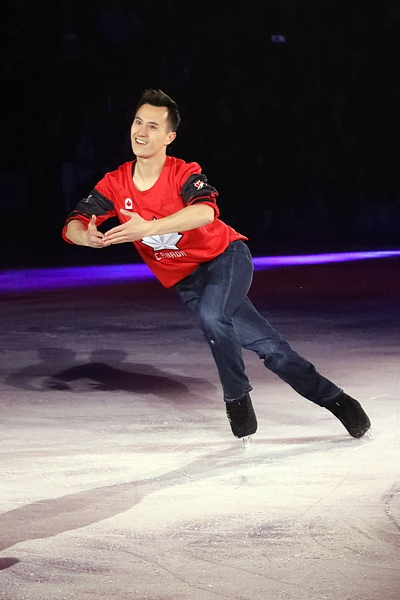
Патрик Чан исполняет показательный номер «Lovers In A Dangerous Time» после завершения соревновательной карьеры (2018)

| Сезон     | Короткая программа                                 | Произвольная программа | Показательное выступление                                                                                    |
| --------- | -------------------------------------------------- | --- | --- |
| 2004/2005 | La Represion Лало Шифрин Feline Эдди ван Дейкен    | Burn It All You Go, We Go Fahrenheit 451 из к/ф Огненный вихрь Ханс Циммер, Джей Рифкин                                    | — |
| 2005/2006 | La Represion Лало Шифрин Feline Эдди ван Дейкен    | Guitar Concerto Джон Уильямс Симфония № 2 Х. Хадсон Концерта для скрипки и оркестра Э. Корнгольд                           | — |
| 2006/2007 | Gourmet Valse Tatare Клаус Бадельт                 | Времена года Антонио Вивальди                                                                                              | Nessun Dorma Майкл Болтон                                                                                    |
| 2007/2008 | Exile to Snowy West & In the Bamboo Forest Тан Дун | Времена года Антонио Вивальди                                                                                              | Yesterday Майкл Болтон Nessun Dorma Майкл Болтон                                                             |
| 2008/2009 | Tango de los Exilados Уолтер Тайеб, Ванесса Мэй    | Соната для виолончели и фортепиано (Op. 19), Концерт для фортепиано с оркестром № 2 (Allegro scherzando) Сергей Рахманинов | Viva la Vida Coldplay Time To Say Good bye Андреа Бочелли                                                    |
| 2009/2010 | Tango de los Exilados Уолтер Тайеб, Ванесса Мэй    | Призрак оперы — Фантазия Эндрю Ллойд Уэббер, Джулиан Ллойд Уэббер, Сара Чанг                                               | Yesterday Майкл БолтонViva la Vida Coldplay                                                                  |
| 2010/2011 | Take Five Пол Дезмонд                              | Призрак оперы — Фантазия Эндрю Ллойд Уэббер, Джулиан Ллойд Уэббер, Сара Чанг                                               | Don't Worry, Be Happy Бобби МакФеррин                                                                        |
| 2011/2012 | Take Five Пол Дезмонд                              | Аранхуэсский концерт Хоакин Родриго                                                                                        | Moondance Ван Моррисон, Майкл Бубле Элегия в Ми-бемоль минор Сергей Рахманинов                               |
| 2012/2013 | Элегия в Ми-бемоль минор Сергей Рахманинов         | Богема (опера) Джакомо Пуччини                                                                                             | 'Til Kingdom Come ColdplayI Need a Dollar Алоэ БлэкMannish Boy Мадди Уотерс                                  |
| 2013/2014 | Элегия в Ми-бемоль минор Сергей Рахманинов         | Времена года Антонио Вивальди Concerto Grosso Арканджело Корелли                                                           | Best of Me Майкл Бубле Steppin' Out with My Baby Тони Беннетт                                                |
| 2014/2015 | —                                                  | Революционный этюд Прелюдия № 4 (Op. 28) Скрецо № 1 в Си минор Фредерик Шопен                                              | Dear Prudence Blackbird The Beatles Mess Is Mine Ванс Джой Esqualo Астор Пьяцолла                            |
| 2015/2016 | Mack the Knife Майкл Бубле                         | Революционный этюд Прелюдия № 4 (Op. 28) Скрецо № 1 в Си минор Фредерик Шопен                                              | Mack the Knife Майкл Бубле Esqualo Астор Пьяцолла Dear Prudence Blackbird The Beatles Mess Is Mine Ванс Джой |
| 2016/2017 | Dear Prudence Blackbird The Beatles                | A Journey Эрик Рэдфорд | December, 1963 (Oh, What a Night) The Four Seasons Sunday Morning Maroon 5                                   |
| 2017/2018 | Dust in the Wind Kansas                            | Hallelujah Джефф Бакли | December, 1963 (Oh, What a Night) The Four Seasons Lovers In A Dangerous Time Брюс Кокбёрн                   |

## Спортивные достижения

### Места на соревнованиях

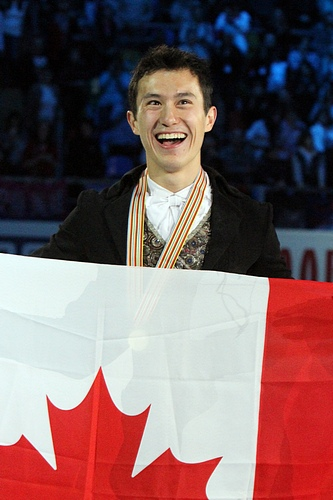
Патрик Чан после первой победы на чемпионатах мира (2011)

| Соревнования                          | 03/04 | 04/05 | 05/06 | 06/07 | 07/08 | 08/09 | 09/10 | 10/11 | 11/12 | 12/13 | 13/14 | 15/16 | 16/17 | 17/18 |
| ------------------------------------- | ----- | ----- | ----- | ----- | ----- | ----- | ----- | ----- | ----- | ----- | ----- | ----- | ----- | ----- |
| Олимпийские игры — турнир одиночников |       |       |       |       |       |       | 5     |       |       |       | 2     |       |       | 9     |
| Олимпийские игры — командный турнир   |       |       |       |       |       |       |       |       |       |       | 2     |       |       | 1     |
| Чемпионаты мира                       |       |       |       |       | 9     | 2     | 2     | 1     | 1     | 1     |       | 5     | 5     |       |
| Чемпионаты четырёх континентов        |       |       |       |       |       | 1     |       |       | 1     |       |       | 1     | 4     |       |
| Командные чемпионаты мира             |       |       |       |       |       | 2/4   |       |       | 3/2   | 2/2   |       |       | 4     |       |
| Чемпионаты Канады                     | 1N    | 1J    | 7     | 5     | 1     | 1     | 1     | 1     | 1     | 1     | 1     | 1     | 1     | 1     |
| Финалы Гран-при                       |       |       |       |       | 5     | 5     |       | 1     | 1     | 3     | 2     | 4     | 5     |       |
| Этапы Гран-при: Trophée Eric Bompard  |       |       |       | 5     | 1     | 1     |       |       | 1     |       | 1     | 5     |       |       |
| Этапы Гран-при: Cup of Russia         |       |       |       |       |       |       |       | 2     |       | 1     |       |       |       |       |
| Этапы Гран-при: Skate Canada          |       |       |       |       |       | 1     | 6     | 1     | 1     | 2     | 1     | 1     | 1     | 4     |
| Этапы Гран-при: Кубок Китая           |       |       |       |       |       |       |       |       |       |       |       |       | 1     |       |
| Этапы Гран-при: Skate America         |       |       |       |       | 3     |       |       |       |       |       |       |       |       |       |
| Этапы Гран-при: NHK Trophy            |       |       |       | 7     |       |       |       |       |       |       |       |       |       |       |
| Finlandia Trophy                      |       |       |       |       |       |       |       |       |       |       |       |       | 2     |       |
| Чемпионаты мира среди юниоров         |       | 7     | 6     | 2     |       |       |       |       |       |       |       |       |       |       |
| Финалы юниорского Гран-при            |       |       | 5     |       |       |       |       |       |       |       |       |       |       |       |
| Этапы юниорского Гран-при, Словакия   |       |       | 4     |       |       |       |       |       |       |       |       |       |       |       |
| Этапы юниорского Гран-при, Монреаль   |       |       | 1     |       |       |       |       |       |       |       |       |       |       |       |

1. 1 2 3  Место в личном зачете / командное место. На этом командном чемпионате мира очки начислялись по сумме двух программ, поэтому был отдельный личный зачёт
2. ↑  На этом командном чемпионате мира очки давались за каждую программу в отдельности, личного зачёта не было
3. 1 2  N — детский уровень; J — юниорский
4. ↑  Соревнование не было завершено (отменено после коротких программ) из-за теракта в Париже, результаты решили засчитать по итогам короткой программы

### Подробные результаты
Малые медали за короткую и произвольную программы вручаются только на чемпионатах под эгидой ИСУ.
| Сезон 2004/2005            |                                           |          |          |           |                |                         |
| Дата                       | Соревнование                              | Q        | SP       | FS        | Σ              | Источники               |
| 2-5 декабря 2004           | Eastern Challenge 2005                    | -        | 4 46,79  | 3 85,99   | 4 132,78       | [ 258 ]                 |
| 17-23 января 2005          | Чемпионат Канады 2005 (юниорский уровень) | -        | 1 53,08  | 1 98,79   | 1 151,87       | [ 259 ]                 |
| 28 февраля — 6 марта 2005  | Чемпионат мира среди юниоров 2005         | 2 110,22 | 11 53,24 | 6 107,77  | 7 161,01       | [ 260 ] [ 261 ] [ 262 ] |
| Сезон 2005/2006            |                                           |          |          |           |                |                         |
| Дата                       | Соревнование                              | Q        | SP       | FS        | Σ              | Источники               |
| 1-4 сентября 2005          | Этап юниорского Гран-при в Словакии 2005  | -        | 8 47,27  | 3 100,72  | 4 147,99       | [ 37 ]                  |
| 22-25 сентября 2005        | Этап юниорского Гран-при в Канаде 2005    | -        | 2 52,82  | 1 115,01  | 1 167,83       | [ 36 ]                  |
| 24-27 ноября 2005          | Юниорский финал Гран-при 2005             | -        | 9 43,72  | 3 110,88  | 5 154,60       | [ 38 ]                  |
| 9-15 января 2006           | Чемпионат Канады 2006                     | 4 29,75  | 6 63,85  | 10 108,71 | 7 202,31       | [ 263 ]                 |
| 6-12 марта 2006            | Чемпионат мира среди юниоров 2006         | 6 105,10 | 3 59,54  | 6 108,65  | 6 168,19       | [ 264 ] [ 265 ] [ 266 ] |
| Сезон 2006/2007            |                                           |          |          |           |                |                         |
| Дата                       | Соревнование                              | SP       | SP       | FS        | Σ              | Источники               |
| 17-19 ноября 2006          | Trophée Eric Bompard 2006                 | 6 57,82  | 6 57,82  | 5 122,10  | 5 179,92       | [ 40 ] [ 267 ] [ 268 ]  |
| 30 ноября — 3 декабря 2006 | NHK Trophy 2006                           | 8 60,80  | 8 60,80  | 6 113,54  | 7 174,34       | [ 269 ] [ 270 ] [ 271 ] |
| 15-21 января 2007          | Чемпионат Канады 2007                     | 11 57,42 | 11 57,42 | 5 130,12  | 5 187,54       | [ 42 ]                  |
| 26 февраля — 4 марта 2007  | Чемпионат мира среди юниоров 2007         | 1 64,10  | 1 64,10  | 4 120,45  | 2 184,55       | [ 43 ] [ 272 ] [ 273 ]  |
| Сезон 2007/2008            |                                           |          |          |           |                |                         |
| Дата                       | Соревнование                              | SP       | SP       | FS        | Σ              | Источники               |
| 25-28 октября 2007         | Skate America 2007                        | 3 67,47  | 3 67,47  | 3 145,86  | 3 213,33       | [ 46 ] [ 274 ] [ 275 ]  |
| 15-18 ноября 2007          | Trophée Eric Bompard 2007                 | 2 70,89  | 2 70,89  | 1 144,05  | 1 214,94       | [ 45 ] [ 276 ] [ 277 ]  |
| 13-16 декабря 2007         | Финал Гран-при 2007/2008                  | 6 68,86  | 6 68,86  | 5 139,27  | 5 208,13       | [ 278 ] [ 279 ] [ 280 ] |
| 16-20 января 2008          | Чемпионат Канады 2008                     | 2 73,42  | 2 73,42  | 1 159,26  | 1 232,68       | [ 281 ]                 |
| 17-23 марта 2008           | Чемпионат мира 2008                       | 7 72,81  | 7 72,81  | 11 130,74 | 9 203,55       | [ 282 ] [ 283 ] [ 284 ] |
| Сезон 2008/2009            |                                           |          |          |           |                |                         |
| Дата                       | Соревнование                              | SP       | SP       | FS        | Σ              | Источники               |
| 31 октября — 2 ноября 2008 | Skate Canada 2008                         | 2 77,47  | 2 77,47  | 3 137,98  | 1 215,45       | [ 285 ] [ 286 ] [ 287 ] |
| 13-16 ноября 2008          | Trophée Eric Bompard 2008                 | 1 81,39  | 1 81,39  | 1 156,70  | 1 238,09       | [ 288 ] [ 289 ] [ 290 ] |
| 11-14 декабря 2008         | Финал Гран-при 2008/2009                  | 6 68,00  | 6 68,00  | 5 137,16  | 5 205,16       | [ 291 ] [ 292 ] [ 293 ] |
| 14-18 января 2009          | Чемпионат Канады 2009                     | 1 88,89  | 1 88,89  | 1 165,93  | 1 254,82       | [ 294 ]                 |
| 4-8 февраля 2009           | Чемпионат четырёх континентов 2009        | 1 88,90  | 1 88,90  | 1 160,29  | 1 249,19       | [ 295 ] [ 296 ] [ 297 ] |
| 23-29 марта 2009           | Чемпионат мира 2009                       | 3 82,55  | 3 82,55  | 2 155,03  | 2 237,58       | [ 58 ] [ 59 ] [ 298 ]   |
| 15-19 апреля 2009          | Командный чемпионат мира 2009             | 9 66,03  | 9 66,03  | 2 151,95  | 2T / 4P 217,98 | [ 60 ] [ 61 ] [ 62 ]    |
| Сезон 2009/2010            |                                           |          |          |           |                |                         |
| Дата                       | Соревнование                              | SP       | SP       | FS        | Σ              | Источники               |
| 19-22 ноября 2009          | Skate Canada 2009                         | 6 68,64  | 6 68,64  | 6 130,13  | 6 198,77       | [ 299 ] [ 300 ] [ 301 ] |
| 11-17 января 2010          | Чемпионат Канады 2010                     | 1 90,14  | 1 90,14  | 1 177,88  | 1 268,02       | [ 302 ]                 |
| 14-27 февраля 2010         | Зимние Олимпийские игры 2010              | 7 81,12  | 7 81,12  | 4 160,30  | 5 241,42       | [ 303 ] [ 304 ] [ 305 ] |
| 22-28 марта 2010           | Чемпионат мира 2010                       | 2 87,80  | 2 87,80  | 2 159,42  | 2 247,22       | [ 306 ] [ 307 ] [ 308 ] |
| Сезон 2010/2011            |                                           |          |          |           |                |                         |
| Дата                       | Соревнование                              | SP       | SP       | FS        | Σ              | Источники               |
| 28-31 октября 2010         | Skate Canada 2010                         | 4 73,20  | 4 73,20  | 1 166,32  | 1 239,52       | [ 80 ] [ 81 ] [ 309 ]   |
| 19-21 ноября 2010          | Cup of Russia 2010                        | 1 81,96  | 1 81,96  | 2 145,25  | 2 227,21       | [ 310 ]                 |
| 9-12 декабря 2010          | Финал Гран-при 2010/2011                  | 2 85,59  | 2 85,59  | 1 174,16  | 1 259,75       | [ 311 ]                 |
| 17-23 января 2011          | Чемпионат Канады 2011                     | 1 88,78  | 1 88,78  | 1 197,07  | 1 285,85       | [ 312 ]                 |
| 24 апреля — 1 мая 2011     | Чемпионат мира 2011                       | 1 93,02  | 1 93,02  | 1 187,96  | 1 280,98       | [ 313 ]                 |
| Сезон 2011/2012            |                                           |          |          |           |                |                         |
| Дата                       | Соревнование                              | SP       | SP       | FS        | Σ              | Источники               |
| 1 октября 2011             | Japan Open 2011                           | -        | -        | 1 159,93  | 1T / 1P        | [ 314 ]                 |
| 27-30 октября 2011         | Skate Canada 2011                         | 3 83,28  | 3 83,28  | 1 170,46  | 1 253,74       | [ 315 ]                 |
| 18-20 ноября 2011          | Trophée Eric Bompard 2011                 | 1 84,16  | 1 84,16  | 1 156,44  | 1 240,60       | [ 316 ]                 |
| 8-11 декабря 2011          | Финал Гран-при 2011/2012                  | 1 86,63  | 1 86,63  | 1 173,67  | 1 260,30       | [ 317 ]                 |
| 16-22 января 2012          | Чемпионат Канады 2012                     | 1 101,33 | 1 101,33 | 1 200,81  | 1 302,14       | [ 318 ]                 |
| 7-12 февраля 2012          | Чемпионат четырёх континентов 2012        | 1 87,95  | 1 87,95  | 1 185,99  | 1 273,94       | [ 319 ]                 |
| 25 марта — 1 апреля 2012   | Чемпионат мира 2012                       | 1 89,41  | 1 89,41  | 1 176,70  | 1 266,11       | [ 320 ]                 |
| 19-22 апреля 2012          | Командный чемпионат мира 2012             | 2 89,81  | 2 89,81  | 2 170,65  | 3T / 2P 260,46 | [ 321 ]                 |
| Сезон 2012/2013            |                                           |          |          |           |                |                         |
| Дата                       | Соревнование                              | SP       | SP       | FS        | Σ              | Источники               |
| 6 октября 2012             | Japan Open 2012                           | -        | -        | 6 137,42  | 2T / 6P        | [ 322 ]                 |
| 26-28 октября 2012         | Skate Canada 2012                         | 2 82,52  | 2 82,52  | 2 160,91  | 2 243,43       | [ 323 ]                 |
| 9-11 ноября 2012           | Rostelecom Cup 2012                       | 1 85,44  | 1 85,44  | 1 176,91  | 1 262,35       | [ 324 ]                 |
| 6-9 декабря 2012           | Финал Гран-при 2012/2013                  | 2 89,27  | 2 89,27  | 4 169,39  | 3 258,66       | [ 325 ]                 |
| 13-20 января 2013          | Чемпионат Канады 2013                     | 1 94,63  | 1 94,63  | 1 179,12  | 1 273,75       | [ 326 ]                 |
| 10-17 марта 2013           | Чемпионат мира 2013                       | 1 98,37  | 1 98,37  | 2 169,41  | 1 267,78       | [ 327 ]                 |
| 11-14 апреля 2013          | Командный чемпионат мира 2013             | 1 86,67  | 1 86,67  | 5 153,54  | 2T / 2P 240,21 | [ 328 ]                 |
| Сезон 2013/2014            |                                           |          |          |           |                |                         |
| Дата                       | Соревнование                              | SP       | SP       | FS        | Σ              | Источники               |
| 25-27 октября 2013         | Skate Canada 2013                         | 1 88,10  | 1 88,10  | 1 173,93  | 1 262,03       | [ 329 ]                 |
| 15-17 ноября 2013          | Trophée Eric Bompard 2013                 | 1 98,52  | 1 98,52  | 1 196,75  | 1 295,27       | [ 330 ]                 |
| 5-8 декабря 2013           | Финал Гран-при 2013/2014                  | 2 87,47  | 2 87,47  | 2 192,61  | 2 280,08       | [ 331 ]                 |
| 9-15 января 2014           | Чемпионат Канады 2014                     | 1 89,12  | 1 89,12  | 1 188,30  | 1 277,42       | [ 332 ]                 |
| 6-9 февраля 2014           | Зимние Олимпийские игры 2014 (команда)    | 3 89,71  | 3 89,71  | -         | 2T 65          | [ 333 ] [ 334 ] [ 335 ] |
| 13-14 февраля 2014         | Зимние Олимпийские игры 2014              | 2 97,52  | 2 97,52  | 2 178,10  | 2 275,62       | [ 336 ] [ 337 ] [ 338 ] |
| Сезон 2014/2015            |                                           |          |          |           |                |                         |
| Дата                       | Соревнование                              | SP       | SP       | FS        | Σ              | Источники               |
| 4 октября 2014             | Japan Open 2014                           | -        | -        | 1 178,17  | 2T / 1P        | [ 339 ]                 |
| Сезон 2015/2016            |                                           |          |          |           |                |                         |
| Дата                       | Соревнование                              | SP       | SP       | FS        | Σ              | Источники               |
| 3 октября 2015             | Japan Open 2015                           | -        | -        | 3 159,14  | 2T / 3P        | [ 340 ]                 |
| 30 октября — 1 ноября 2015 | Skate Canada 2015                         | 2 80,81  | 2 80,81  | 1 190,33  | 1 271,14       | [ 341 ]                 |
| 13 ноября 2015             | Trophée Éric Bompard 2015C                | 5 76,10  | 5 76,10  | N/A       | 5 76,10        | [ 342 ]                 |
| 10-13 декабря 2015         | Финал Гран-при 2015/2016                  | 6 70,61  | 6 70,61  | 3 192,84  | 4 263,45       | [ 343 ]                 |
| 18-24 января 2016          | Чемпионат Канады 2016                     | 1 103,58 | 1 103,58 | 1 192,09  | 1 295,67       | [ 344 ]                 |
| 16-21 февраля 2016         | Чемпионат четырёх континентов 2016        | 5 86,22  | 5 86,22  | 1 203,99  | 1 290,21       | [ 345 ]                 |
| 28 марта — 3 апреля 2016   | Чемпионат мира 2016                       | 3 94,84  | 3 94,84  | 8 171,91  | 5 266,75       | [ 346 ]                 |
| Сезон 2016/2017            |                                           |          |          |           |                |                         |
| Дата                       | Соревнование                              | SP       | SP       | FS        | Σ              | Источники               |
| 6-10 октября 2016          | Finlandia Trophy 2016                     | 3 84,59  | 3 84,59  | 2 164,14  | 2 248,73       | [ 347 ]                 |
| 28-30 октября 2016         | Skate Canada 2016                         | 1 90,56  | 1 90,56  | 2 176,39  | 1 266,95       | [ 348 ]                 |
| 18-20 ноября 2016          | Cup of China 2016                         | 3 83,41  | 3 83,41  | 1 196,31  | 1 279,72       | [ 349 ]                 |
| 8-11 декабря 2016          | Финал Гран-при 2016/2017                  | 2 99,76  | 2 99,76  | 5 166,99  | 5 266,75       | [ 350 ]                 |
| 16-22 января 2017          | Чемпионат Канады 2017                     | 1 91,50  | 1 91,50  | 1 205,36  | 1 296,86       | [ 351 ]                 |
| 14-19 февраля 2017         | Чемпионат четырёх континентов 2017        | 5 88,46  | 5 88,46  | 4 179,52  | 4 267,98       | [ 352 ]                 |
| 29 марта — 2 апреля 2017   | Чемпионат мира 2017                       | 3 102,13 | 3 102,13 | 5 193,03  | 5 295,16       | [ 353 ]                 |
| 20-23 апреля 2017          | Командный чемпионат мира 2017             | 6 85,73  | 6 85,73  | 3 190,74  | 4T / 5P 276,47 | [ 354 ]                 |
| Сезон 2017/2018            |                                           |          |          |           |                |                         |
| Дата                       | Соревнование                              | SP       | SP       | FS        | Σ              | Источники               |
| 27-29 октября 2017         | Skate Canada 2017                         | 2 94,43  | 2 94,43  | 7 151,27  | 4 245,70       | [ 355 ]                 |
| 8-14 января 2018           | Чемпионат Канады 2018                     | 1 90,98  | 1 90,98  | 1 181,26  | 1 272,24       | [ 356 ]                 |
| 9-12 февраля 2018          | Зимние Олимпийские игры 2018 (команда)    | 3 81,66  | 3 81,66  | 1 179,75  | 1T 73          | [ 357 ]                 |
| 16-17 февраля 2018         | Зимние Олимпийские игры 2018              | 6 90,01  | 6 90,01  | 8 173,42  | 9 263,43       | [ 357 ]                 |

Q = квалификация; SP = короткая программа; FS = произвольная программа; Σ = итоговый результат;

↑  — Соревнование не было завершено (отменено после коротких программ) из-за теракта в Париже, результаты решили засчитать по итогам короткой программы;

↑  — результат команды, за которую выступал Патрик Чан;

↑  — личный результат Патрика Чана в командном турнире.